# Acido ossalildiamminopropionico
L'acido ossalildiamminopropionico (in sigla, ODAP), dal punto di vista chimico, è l'analogo strutturale del neurotrasmettitore glutammato ed è una neurotossina presente nei legumi della specie Lathyrus sativus (nota come cicerchia o pisello d'India), responsabile del latirismo. Il latirismo è dovuto all'inibizione da parte dell'ODAP della lisil ossidasi, enzima responsabile della formazione di legami crociati all'interno del collagene. La cicerchia, quindi, è commestibile solo in seguito ad abbondante ammollo, avendo cura di cambiare spesso l'acqua; in questo modo, perciò, l'ODAP viene disciolto nell'acqua utilizzata ed è possibile allontanarlo.